# IC 4324
IC 4324 је спирална галаксија у сазвјежђу Кентаур која се налази на листи објеката дубоког неба у Индекс каталогу.
Деклинација објекта је - 30° 13' 38" а ректасцензија 13h 45m 27,2s. Привидна величина (магнитуда) објекта IC 4324 износи 14,0 а фотографска магнитуда 14,8. IC 4324 је још познат и под ознакама ESO 445-25, MCG -5-32-75, AM 1342-295, IRAS 13426-2958, PGC 48776.